# Thầy lang (phim)
Thầy lang (tiếng Ba Lan: Znachor) là bộ phim của điện ảnh Ba Lan sản xuất năm 1981, do Jerzy Hoffman đạo diễn. Đây là bản phim dựa trên tiểu thuyết cùng tên rất nổi tiếng của Tadeusz Dołęga-Mostowicz, và là bản làm lại của phim năm 1937. Phim từng chiếu trên VTV thập niên 1980.

## Diễn viên
- Jerzy Binczycki... Prof. Rafal Wilczur / Quack Antony Kosiba
- Anna Dymna... Maria Jolanta Wilczur
- Tomasz Stockinger... Count Leszek Czinski
- Bernard Ladysz... Prokop
- Piotr Grabowski... Zenek
- Wlodzimierz Adamski
- Artur Barcis
- rkadiusz Bazak... Lawyer
- Jerzy Block
- Czeslaw Bogdanski
- Janina Boronska (as Janina Boronska-Lagwa)
- Jerzy Braszka
- Irena Burawska
- Danuta Cwynarówna
- Jerzy Czupryniak
- Janusz Dabrowski
- Henryk Dudzinski
- Bozena Dykiel... Sonia
- Barbara Dzido-Lelinska
- Piotr Fronczewski... Dobraniecki
- Andrzej Gloskowski
- Piotr Grabowski... Zenek
- Józef Grzeszczak
- Marian Harasimowicz
- Maria Homerska... Eleonora Czynska
- Kazimierz Iwinski
- Eugeniusz Karczewski
- Maria Klejdysz
- Andrzej Kopiczynski... Doctor Pawlicki
- Eugeniusz Korczarowski
- Genowefa Korska
- Jerzy Kozlowski
- Tadeusz Kozusznik
- Andrzej Krasicki

## Thầy lang
- Kazimierz Kwiatkowski được gọi là Thầy lang